# Strychnos ridleyi
Strychnos ridleyi är en tvåhjärtbladig växtart som beskrevs av George King och Gamble. Strychnos ridleyi ingår i släktet Strychnos och familjen Loganiaceae. Inga underarter finns listade i Catalogue of Life.